# Malthopsis annulifera
Malthopsis annulifera is een straalvinnige vissensoort uit de familie van vleermuisvissen (Ogcocephalidae). De wetenschappelijke naam van de soort is voor het eerst geldig gepubliceerd in 1908 door Tanaka.